# Alexandru Tocilescu
Alexandru Tocilescu (n. 27 iulie 1946, București, România – d. 29 noiembrie 2011, București, România) a fost un regizor român de teatru și film. Este tatăl scriitorului Alex Tocilescu (n. 1977).
În iulie 2011, Alexandru Tocilescu a devenit primul regizor român care a primit o stea pe Aleea Celebrităților din București.

## Teatru (regizor)
- „Sânziana și Pepelea” de Vasile Alecsandri, Studioul Casandra, București, 1971
- „Războiul vacii” de Roger Avermaete, Teatrul de Nord din Satu Mare, 1973
- „Swanewitt” de August Strindberg, Teatrul Maria Filotti, Brăila, 1974
- „Fire de poet” de Eugene O'Neill, Teatrul Maria Filotti, Brăila, 1974
- „Amurgul unui cocor” de Junji Kinos Kinoshita, Teatrul Alexandru Davilla, Pitești, 1976
- „Nevestele vesele din Windsor” de William Shakespeare, Teatrul Tineretului din Piatra Neamț, 1978
- „Maria și copiii ei” de Osvaldo Dragun, Teatrul Alexandru Davilla, Pitești, 1978
- „Paradis de ocazie” de Tudor Popescu, Teatrul Ion Vasilescu, 1979
- „Haina cu două fețe” de Stanislav Stratiev, Teatrul Giulești, București, 1979
- „Concurs de frumusețe” de Tudor Popescu, Teatrul de Comedie, București, 1980
- „Program special” L.B. de Stephen Poliakoff, Teatrul Tineretului din Piatra Neamț, 1980
- „Occisio Gregorii in Moldavia Vodae tragedicae expresa de Samuil Vulcan și Barbul Văcărescul, vânzătorul țării de Iordache Golescu”, Teatrul Bulandra, București, 1982
- „Tartuffe” de Moliere, Teatrul Bulandra, București, 1982
- „Cabala bigoților” de Mihail Bulgakov, Teatrul Bulandra, București, 1982
- „Hamlet” de William Shakespeare, Teatrul Bulandra, București, 1985
- „Io, Mircea Voievod” de Dan Tărchilă, Teatrul Bulandra, București, 1986
- „Antigona” de Sofocle, Teatrul Bulandra, București, 1993
- „Mireasa mută” după Femeia mută de Ben Jonson, Teatrul de Comedie, București, 1995
- "Repetabila scenă a balconului" de Dumitru Solomon, Teatrul Sică Alexandrescu, Brașov, 1997
- „Poate Eleonora” de Gellu Naum, Theatrum Mundi, București, 1997
- „Faust” de Charles Gounod, Opera Națională Română, București, 1998
- „Libertinul” de Eric Emmanuel Schmitt, Teatrul Bulandra, București, 1998
- „O scrisoare pierdută” de I.L. Caragiale, Teatrul Național București, 1999
- „Amanții însângerați” de Chikamatsu Monzaemon, Teatrul Național București, 2001
- „La statuia lui Eminescu”, Teatrul de Stat, Constanța, 2002
- „Oblomov”, Teatrul Bulandra, București, 2003
- „Oase pentru Otto” de Lia Bugnar, Teatrul Luni, București, 2003
- „Poker” de Adrian Lustig, Teatrul de Comedie, 2004
- „O zi din viața lui Nicolae Ceaușescu” de Denis Dinulescu, Teatrul Mic, București, 2005
- „Elizaveta Bam”, de Irinel Anghel, pe un text de Daniil Harms, Teatrul Bulandra, București, 2006
- „Comedie roșie”, Teatrul Național București, 2006
- „Faust”, Opera Națională Română, 2007
- „Broadway - București”, Teatrul Național de Operetă, 2007
- „Eduard al III-lea" de William Shakespeare, Teatrul Național București, 2008[3]
- "Casa Zoikăi" de Mihail Bulgakov, Teatrul de Comedie București, 2009
- „Sfârșit de partidă” de Samuel Beckett, Teatrul Metropolis București, 2009
- "Nevestele vesele din Windsor" de William Shakespeare, Teatrul Metropolis București, 2011[4][5]

## Filmografie (regizor)
- Bani de dus, bani de-ntors (2005), dupa piesa cu același nume de Puși Dinulescu

## Premii, distincții
- 1999: Premiul UNITER pentru cel mai bun spectacol (O scrisoare pierdută de I.L. Caragiale, Teatrul Național București)
- 2002: Premiul UNITER pentru întreaga activitate
- 2006: Premiul pentru "cea mai bună regie" cu piesa O zi din viața lui Nicolae Ceaușescu la Festivalului Comediei Romanesti - festCO